# Onthophagus parceguttatus
Onthophagus parceguttatus là một loài bọ cánh cứng trong họ Bọ hung (Scarabaeidae).